# Aspidoscelis communis
Espèce
Synonymes
- Cnemidophorus communis Cope, 1878
- Cnemidophorus mariarum Günther, 1885
- Cnemidophorus communis copei Gadow, 1906

Statut de conservation UICN

 LC  : Préoccupation mineure
Aspidoscelis communis est une espèce de sauriens de la famille des Teiidae.

## Répartition
Cette espèce est endémique du Mexique.

## Liste des sous-espèces
Selon The Reptile Database (9 mai 2012) :
- Aspidoscelis communis communis (Cope, 1878)
- Aspidoscelis communis mariarum (Günther, 1885)

## Publications originales
- Cope, 1878 "1877" : Tenth contribution to the herpetology of tropical America. Proceedings of the American Philosophical Society, vol. 17, p. 85–98 (texte intégral).
- Günther, 1885 : Reptilia and Batrachia, Biologia Centrali-Américana, Taylor, & Francis, London, p. 1-326 (texte intégral).